# Vavíloi
Vavíloi (Vavili, Vaviloi) är en ort i Grekland.   Den ligger i prefekturen Chios och regionen Nordegeiska öarna, i den östra delen av landet, 210 km öster om huvudstaden Aten. Vavíloi ligger 64 meter över havet och antalet invånare är 209. Den ligger på ön Chios.
Terrängen runt Vavíloi är kuperad västerut, men österut är den platt. Havet är nära Vavíloi åt sydost. Närmaste större samhälle är Chios, 6,7 km nordost om Vavíloi. 